# Euryomyrtus recurva
Euryomyrtus recurva är en myrtenväxtart som beskrevs av Malcolm Eric Trudgen. Euryomyrtus recurva ingår i släktet Euryomyrtus och familjen myrtenväxter. Inga underarter finns listade i Catalogue of Life.